# Gustavo Zagrebelsky
Gustavo Zagrebelsky (né le 1er juin 1943 à San Germano Chisone) est un juriste, avocat, juge, homme politique et une personnalité italienne, ancien président de la Cour constitutionnelle.

## Publication
- La felicità della democrazia. Un dialogo, Gustavo Zagrebelsky et Ezio Mauro, éditions Laterza & Figli, Rome / Bari, 2011  (ISBN 978-8842096429), 244 p.
- Le droit en douceur, traduit de l'italien par Michel Leroy, Paris, 2000, Ed. Economica.